# Иоанн Сеговийский
Иоанн Сеговийский или Иоанн из Сеговии (исп. Juan de Segovia; Хуан де Сеговия; около 1395, Сеговия — 24 мая 1458, Этон, Савойя) — испанский гуманист, богослов, профессор Саламанкского университета.

## Биография
В 1432 году по указанию короля Хуана II принял участие в Базельском соборе, где стал одним из наиболее ярких выразителей позиции главенства Собора над папой римским Евгением IV. Сначала Иоанн пытался смягчить противостояние между Собором и Папой, с которым он был лично знаком прежде, но позже встал на сторону радикально настроенных участников Собора. В результате в октябре 1437 года Евгений IV был низложен, а в 1439 году был объявлен еретиком. Иоанн вошел в собрание, призванное избрать нового Папу — антипапу Феликса V. В знак благодарности за поддержку Феликс V назначил Иоанна кардиналом и представителем Папы на ряде церковных соборов.
В 1449 году Иоанн отказался от кардинальского сана и ушёл в монастырь Этон.

## Труды
Кроме подробного изложения истории Базельского собора «Historia gestorum generalis synodi basiliensis», выполненного уже в монастыре, Иоанн известен работой по опровержению Корана «De mittendo gladio in Saracenos» (Basle, 1476), перевод которого он выполнил в середине XV века (до нашего времени сохранилось только предисловие переводчика).